# S.T.A.L.K.E.R.: Поклик Прип'яті
S.T.A.L.K.E.R.: Поклик Прип'яті (англ. S.T.A.L.K.E.R.: Call of Prypiat) — відеогра у жанрі шутера від першої особи з елементами survival horror та рольової гри, розроблена та випущена українською компанією GSC Game World для Microsoft Windows у 2009 році, для консолей у 2024 році. Друге самостійне доповнення до гри «S.T.A.L.K.E.R.: Тінь Чорнобиля».
Дія гри «S.T.A.L.K.E.R.: Поклик Прип'яті» розгортається після подій оригінальної гри — тобто після того, як Стрілець знищив проєкт «Усвідомлення». Отримавши відомості про відкриття дороги до центру Зони, уряд вирішує розгорнути масштабну військову операцію під кодовою назвою «Фарватер» для отримання контролю над ЧАЕС. Відповідно до розробленого плану, перша група військових повинна вирушити для повітряної розвідки території і скласти детальні схеми розташування аномальних утворень. Потім зазначеними безпечними проходами повинні будуть висуватися основні сили військових. Попри ретельну підготовку, операція провалюється. Для збору інформації про причини провалу Служба безпеки України направляє свого агента до центру Зони. Подальші події залежать тільки від гравця.

## Заголовок
Повний заголовок гри в українськомовної локалізації «S.T.A.L.K.E.R.: Поклик Прип'яті». У зв'язку з початком повномасштабної Російсько-української війни у лютому 2022 року, розробники гри 6 березня 2024 року вирішили змінити підзаголовок гри для англійськомовної локалізації з «Call of Pripyat» на «Call of Prypiat» щоб відобразити український правопис міста Прип'ять, а не російський. Ця зміна назви була оголошена у зв'язку з виходом для консолей Xbox та PlayStation оригінальної трилогії S.T.A.L.K.E.R. під назвою "S.T.A.L.K.E.R. Legends of the Zone Trilogy", де на додачу до перейменування «Call of Pripyat» на «Call of Prypiat» також було перейменовано «Shadow of Chernobyl» на «Shadow of Chornobyl».

## Відомості про розробку гри

### Історія розробки
7 квітня 2009 року газета «Комсомольська правда» провела онлайн-конференцію з Сергієм Григоровичем — генеральним директором компанії GSC Game World. На конференції Григорович заявив про роботи над другим аддоном до оригінальної гри «S.T.A.L.K.E.R.: Тінь Чорнобиля» та про роботу над другою частиною гри:
«Другий аддон до «Сталкера» вийде цього року, восени. Ідей, як завжди, маса, але до розробки доживають одиниці. Ми не ділимося жодними думками доти, доки не приймаємо рішення розробляти проєкт. А це стадія, коли вже є на що подивитися. Але можу сказати, що «Сталкер-2» ми розроблятимемо однозначно».
На цій же конференції Григорович повідомив офіційну назву другого аддона — «Поклик Прип'яті». Прип'яті" вже восени?
30 квітня 2009 року компанія GSC Game World офіційно анонсувала гру на своєму офіційному сайті, розкривши сюжет гри, безліч її деталей та особливостей.
У травневому номері українського журналу Gameplay № 5 (45) було опубліковано велике прев'ю гри. Журналісти навели безліч нових відомостей про гру, описали сюжет, геймплейні нововведення, загальний дизайн, коротко і попередньо оцінили гру і спробували спрогнозувати її майбутнє
15 травня 2009 року відкрився офіційний сайт гри. На ньому одразу ж з'явилися системні вимоги гри.
9 вересня 2009 року старший маркетинговий менеджер AMD-ATi Ян МакНоутон (англ. Ian “Cabrtosr” McNaughton) у своєму блозі опублікував статтю «DirectX 11 — What to expect!», в якій описав переваги та основні особливості Direct3D 11. У цій статті він заявив, що «S.T.A.L.K.E.R.: Поклик Прип'яті», поряд з BattleForge і Colin McRae: Dirt 2, буде використовувати DirectX 11.
11 вересня 2009 року вийшов новий ігровий трейлер у стилі хорору.
15 вересня 2009 року GSC Game World опублікувала прес-реліз, в якому заявила, що гра «S.T.A.L.K.E.R.: Поклик Прип'яті» вирушила до друку.
2 жовтня 2009 року, як і планувалося, гра офіційно надійшла у продаж на платформі Windows. У Росії, країнах СНД та Балтії офіційним дистриб'ютором є фірма 1С. «S.T.A.L.K.E.R.: Поклик Прип'яті» надійшов у продаж як у джевел-упаковці, так і в DVD-боксі. Крім повної версії гри, у продаж надійшло спеціальне економічне видання гри, яке вимагатиме попередньої установки оригінальної гри «S.T.A.L.K.E.R.: Тінь Чорнобиля» або приквела «S.T.A.L.K.E.R.: Чисте Небо».
В «S.T.A.L.K.E.R.: Поклик Прип'яті» використовується найостанніша на той момент версія ігрового рушія «X-Ray» — 1.6.

### Взломи гри
25 вересня 2009 року, за тиждень до виходу, піратами було викрадено спеціальну аддон-версію гри, яка вимагає наявності встановленої гри S.T.A.L.K.E.R.: Тінь Чорнобиля або S.T.A.L.K.E.R.: Чисте Небо.
25 вересня 2009 на багатьох BitTorrent-трекерах з'явився працездатний, захищений системою захисту Starforce, образ диска «S.T.A.L.K.E.R.: Поклик Прип'яті». Спочатку були знайдені способи запуску на Windows 7, методом обману StarForce, без використання злому як такого.

### Підтримка гри
- 2 листопада 2009 року розробники випустили перший патч, що оновлює гру до версії 1.6.01. Патч виправив безліч непрацюючих ігрових скриптів, тригерів, вильотів, збоїв, а також приніс у гру деякі оптимізації та додаткові опції.
- 21 січня 2010 року розробники випустили другий патч, що оновлює гру до версії 1.6.02. Здебільшого він оптимізує роботу програми та виправляє кілька помилок. Згодом стало відомо, що цей патч останній та підтримка гри припинена.
- 29 травня 2014 року було випущено патч, що вирішує проблему непрацездатності мережевої гри («помилка №4») у зв'язку із закриттям серверів GameSpy.

Існують неофіційні патчі гри версії 1.6.02 для усунення помилок.
Є велика кількість неофіційних ігор. Серед них є глобальні, графічні та сюжетні моди.

## Сюжет

### Передмова

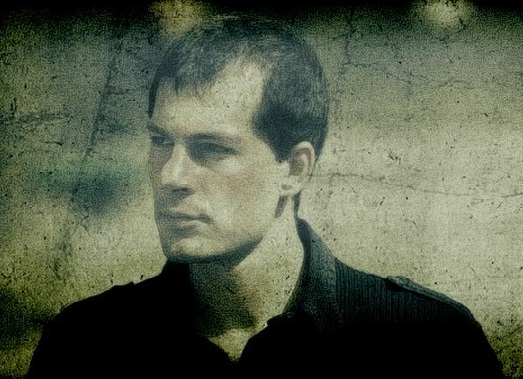
Майор Олександр Дегтярьов — головний протагоніст гри

У ніч на 26 квітня 1986 року сталася аварія на Чорнобильській АЕС, в результаті якої місцевість навколо станції перетворилася на зону відчуження Чорнобильської АЕС і стала суворо охоронятися. Після зведення саркофага над зруйнованим енергоблоком експлуатація ЧАЕС відновилася. Наявність потужного джерела енергії та відсутність населення дозволила уряду створити на закритій території комплекс секретних лабораторій. У 2006 році на території Зони відчуження стався другий вибух, після чого там почали спостерігатися загадкові явища, дослідницькі експедиції пропадали, а рідкісні члени, які вціліли їх, розповідали про мутанти, що з'явилися внаслідок радіаційного опромінення, які мають разючі здібності. До 2009 року на території Зони відчуження за різними оцінками знаходилося від однієї до трьох сотень неврахованих осіб, які називали себе «сталкерами» і займалися здебільшого пошуками так званих артефактів — аномальних утворень із разючими властивостями, за які можна було виручити солідні гроші. До 2010 року, попри розташовані по периметру військові кордони, сталкерство набуло великого розмаху, хоча досліджені були лише околиці Зони: спроби проникнути до її центру закінчувалися невдачею. У 2012 році сталкер на прізвисько Стрілок розгадав загадку «Випалювача мізків» — потужного випромінювача, що закривав шлях до центру Зони, — і відключив його.
Гра є сюжетним продовженням S.T.A.L.K.E.R.: Тінь Чорнобиля. У серпні 2012 року, після того, як «Випалювач мозку» було відключено і прохід до центру Зони виявився відкритим, сталкери розпочали свій масовий похід, щоб знайти рідкісні артефакти та інші скарби Зони. У умовах, що змінилися Рада національної безпеки і оборони України, вирішує провести великомасштабну військову операцію під кодовою назвою «Фарватер». Метою операції є взяття ЧАЕС під контроль військових. Перша група військових — група «Скат» була спрямована на п'яти гелікоптерах для повітряної розвідки території та складання детальних планів розташування аномальних полів. Це мало дозволити згодом просуватися безпечними маршрутами основним групам військових.
Однак, попри ретельну підготовку, план провалюється, бо всі п'ять вертольотів групи «Скат» виявляються знищеними, так не досягнувши мети і не повернувшись на базу. Для того, щоб дізнатися причину їхнього краху, Служба безпеки України направляє до центру Зони свого оперативника, майора Олександра Дегтярьова — у минулому досвідченого сталкера. Першорядним завданням Дегтярьова є пошук п'яти зниклих гелікоптерів, у кожному з яких міститься частина якоїсь важливої інформації.

### Дія гри

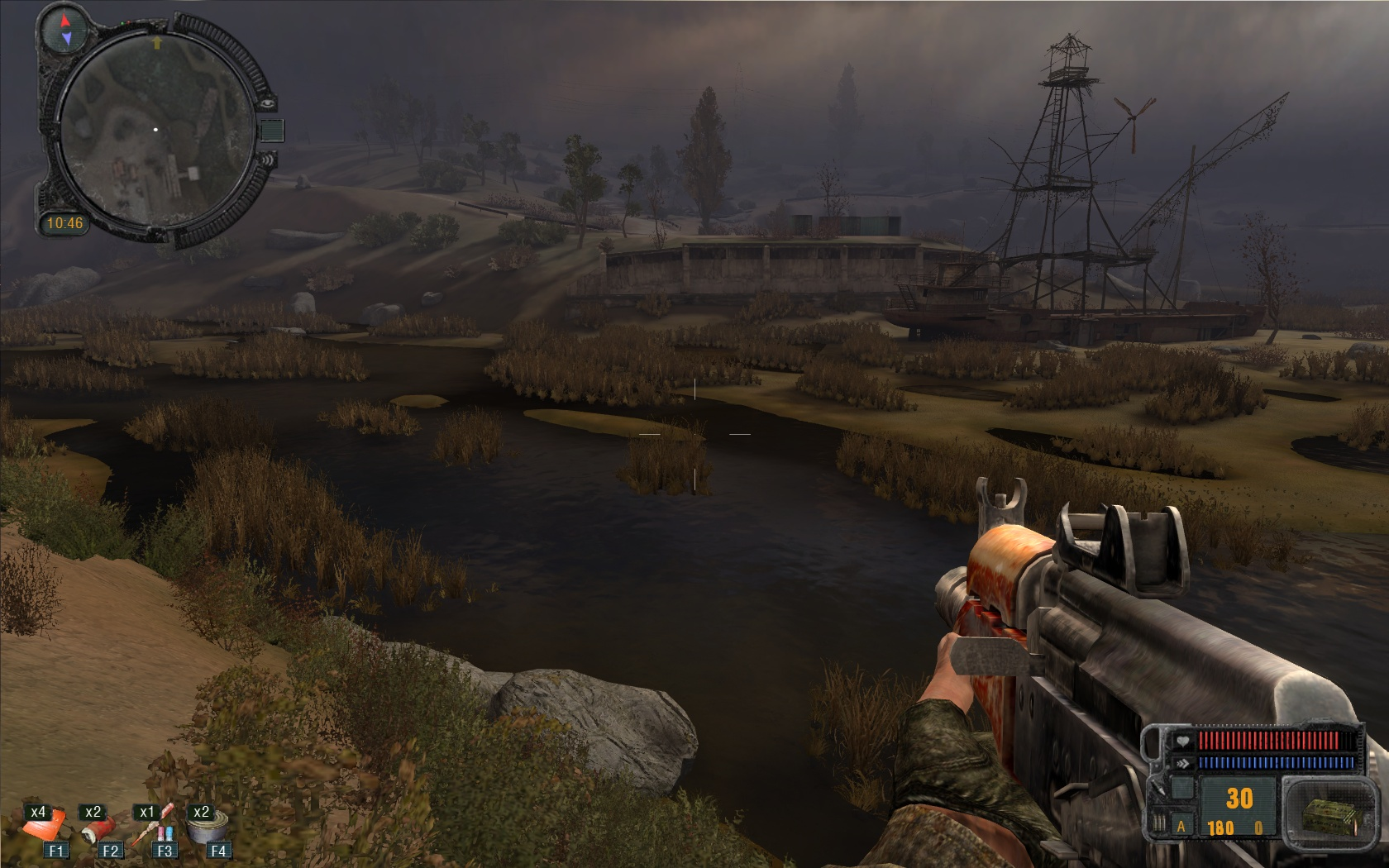
Затон — одна з локацій Зони.

Всі вертольоти зазнали аварії з різних причин. Дві машини були уражені в повітрі  електричними розрядами. На одному з гелікоптерів було виявлено записи про те, що є три точки евакуації військових на випадок провалу операції, майор вирішує перевірити їх усі. Перша точка «Б-2» вказувала на старий «Скадовськ», що осів на дно, — табір вільних сталкерів, які не підтримують військових та їх мети. Друга точка, «Б-205» знаходиться на ЗРК «Волхов» на околицях заводу «Юпітер», третя точка «Б-28» знаходиться на площі біля кінотеатру «Прометей» у Прип'яті. Як пройти в місто, ніхто не знав, проте ходили чутки про якийсь підземний шляхопровід, який веде з території «Юпітера». Майор вирушає на завод, щоб перевірити правдивість цих чуток, і знаходить там документацію про шляхопровід: законсервований шляхопровід «Прип'ять-1», який використовувався для доставки якогось «Виробу №62». Однак, судячи з записів, шляхопровід знеструмлений, гермозатвори намертво закриті, а сам він наповнений отруйним хлором. Порадившись з Азотом (техніком з табору сталкерів на колишній залізничній станції «Янів»), Дегтярьов вирішив зібрати загін для походу в Прип'ять, оскільки в тунелі, зважаючи на все, мешкає безліч мутантів. Майор має зібрати загін, в якому обов'язково має бути він і колишній сталкер угруповання «Долг» Зулус. Також за бажанням гравця можна набрати ще трьох членів команди: веселого і довірливого сталкера Вано, командира загону колишніх сталкерів угруповання «Моноліт» Бродягу, а також другого пілота вертольота «Скат-4», що дивом вижив, — лейтенанта Соколова. При цьому для походу до Прип'яті всіх бійців загону потрібно забезпечити костюмами із замкнутою системою очищення повітря.
Після того, як загін (або залишки від нього) виходить із тунелю, він відразу ж натикається на патруль військових. Майор, вирішивши, що підтримувати таємницю більше немає сенсу, пред'являє патрулю документи агента СБУ і повідомляє про мету свого візиту до Зони. Проте не всім із загону така новина приходиться до душі. Зулус, який йшов з майором, каже, що з військовими і СБУ справи не має, і залишає загін (пізніше, після виконання місії із захоплення секретної зброї Моноліта, його можна зустріти біля ділянки школи в Прип'яті, що обрушилася, і врятувати від мутантів). Військовий патруль супроводжує майора і його загін, що залишився, на укріплений пункт у старій пральні, де трималися залишки військових із групи «Скат». Командир групи — полковник Ковальський — описує сумну ситуацію: операцію «Фарватер» провалено, зв'язку з Центром немає, особовий склад щодня зазнає втрат у зіткненнях з мутантами, аномаліями та монолитовцями. Необхідна термінова евакуація, однак, як у свою чергу Ковальському пояснює Дегтярьов, евакуація не буде забезпечена, поки достеменно не буде встановлено причин падіння гелікоптерів. Сталкерам спадає на думку версія: вертольоти були збиті з невідомої зброї з великою пробивною силою. Полковник Ковальський повідомляє, що його розвідники вистежили групу монолитовців, чий командир-проповідник має відповідну за описом зброю. Дегтярьов погоджується взяти участь в операції із захоплення зброї, але за однієї умови — майор отримає всю здобуту інформацію і далі діятиме самостійно, Ковальський погоджується. Загін бійців Ковальського на чолі з капітаном Тарасовим і Дегтярьовим влаштовують монолітівцям засідку в старому шпиталі, але ті навмисно жертвують своїми людьми та влаштовують власну пастку вже для військових, які зазнають втрат. Так чи інакше, зразок невідомої зброї вдається захопити, але під час бою вона виявляється серйозно пошкодженою. Полковник Ковальський звертається до Дегтярьова і просить його використовувати свої зв'язки зі сталкерами, щоб знайти техніку, яка зможе полагодити зброю. Таким техніком виявляється Кардан зі «Скадовська» на Затоні, адже з'ясовується, що саме він і зібрав цю зброю, звану гаус-гарматою (вона ж «Виріб № 62»), але, попри це відкриття, причина аварії гелікоптерів все ще залишається невідомою, тому що навіть надприскорена куля нездатна спалити електроніку гелікоптерів. У процесі розслідування походження невідомої зброї до рук Дегтярьова потрапляє ключ-картка від секретної лабораторії X-8 у Прип'яті. Майор вирушає до лабораторії та збирає всі доступні відомості та документи. З них з'ясовується, що в лабораторії проводилися дослідження псі-поля, результатом яких і стала розробка так званого «Випалювача мозку», а роботу над випромінювачем вели засновники угруповання «Чисте небо», Каланча та Суслов.
Вибравшись із лабораторії Х-8, майор отримує повідомлення від полковника Ковальського — радист військових знайшов причину відсутності зв'язку з Центром. Нею виявилися завади від невідомого випромінювача, розташованого всередині будівлі дитячого садка «Золотий півник». Знищивши випромінювач (один з вівтарів з псі-антенної угруповання «Моноліт») майор перериває затягнене радіомовчання. Незабаром надходить ще одне повідомлення — неподалік бази військових виявлено дивний радіосигнал, джерело якого знаходилося десь під землею. З'ясовується, що джерелом виявився Павло Стрілецький, він же «Стрілок» — сталкер-легенда, протагоніст «Тіні Чорнобиля» і антагоніст «S.T.A.L.K.E.R.: Чисте небо». Він розповідає, що був на ЧАЕС і може багато розповісти уряду. Також Стрілець відкриває причину, через яку гелікоптери розбилися,— під час і після кожного викиду аномалії з'являються в нових місцях, як на землі, так і в небі, і карти, якими летіли військові гелікоптери, безнадійно застаріли. Також він знає, як «взяти під контроль і знищити Зону», а тому просить військових взяти його з собою.
Отримавши відомості про причини провалу операції «Фарватер» та внісши корективи завдяки відомостям Стрілка, Центр відправляє до Прип'яті групу евакуаційних вертольотів, а Дегтярьова призначають відповідальним за завершення операції на стадії евакуації.

### Кінцівка
Гелікоптери успішно прилітають, починається евакуаційна операція, під час якої на групу нападають численні загони фанатиків із угруповання «Моноліт», а також зомбовані та мутанти. Подальший розвиток сюжету залежить від вибору гравця. Дегтярьов може полетіти із Зони на гелікоптері і на цьому завершити гру або залишитися (режим «вільної гри»), скориставшись згодом послугами провідників Лоцмана чи Гаріка, щоб піти із Зони.
Власне кінцівка гри представлена слайдами. Гравцю розповідається доля багатьох ключових персонажів, а також про подальші події на відвіданих локаціях. Кожному персонажу чи локації присвячено кілька секунд із фінального ролика. Слайди мають кілька варіантів результату подій, причому зміст слайдів залежить від проходження різних другорядних квестів. Серед подій, що описуються,— результат боротьби угруповань «Долг» і «Свобода» на станції «Янів» і відбиття атак мутантів на «Янів», результат війни Султана та Бороди на «Скадовську» та відбиття атак кровососів на «Скадовськ», евакуація кількох ключових осіб (у тому числі Стрілка) із Зони і т. д. Попри різні кінцівки, одна річ залишається незмінною — це віра в те, що Зона розширюється і може насправді охоплювати Україну та решту Європи.

## Музика
Над музикою до «S.T.A.L.K.E.R.: Поклик Прип'яті» працював український композитор Олексій Омельчук. Саундтрек поширюється разом із грою на диску у форматі Ogg.
| 2009, S.T.A.L.K.E.R.: Call of Prypiat Soundtrack | 2009, S.T.A.L.K.E.R.: Call of Prypiat Soundtrack | 2009, S.T.A.L.K.E.R.: Call of Prypiat Soundtrack | 2009, S.T.A.L.K.E.R.: Call of Prypiat Soundtrack |
| #                                                | Назва                                            | Автор                                            | Тривалість                                       |
| ------------------------------------------------ | ------------------------------------------------ | ------------------------------------------------ | ------------------------------------------------ |
| 1.                                               | «Intro»                                          | Олексій Омельчук                                 | 4:14                                             |
| 2.                                               | «Theme of Zaton. Day»                            | Олексій Омельчук                                 | 3:49                                             |
| 3.                                               | «Theme of Zaton. Night»                          | Олексій Омельчук                                 | 3:27                                             |
| 4.                                               | «Theme of Jupiter. Day»                          | Олексій Омельчук                                 | 5:03                                             |
| 5.                                               | «Theme of Jupiter. Night»                        | Олексій Омельчук                                 | 4:35                                             |
| 6.                                               | «Theme of Prypiat. Day»                          | Олексій Омельчук                                 | 4:47                                             |
| 7.                                               | «Theme of Prypiat. Night»                        | Олексій Омельчук                                 | 5:59                                             |
| 8.                                               | «Combat Theme 1»                                 | Олексій Омельчук                                 | 3:36                                             |
| 9.                                               | «Combat Theme 2»                                 | Олексій Омельчук                                 | 3:54                                             |
| 10.                                              | «Combat Theme 3»                                 | Олексій Омельчук                                 | 2:53                                             |
| 11.                                              | «Combat Theme 4»                                 | Олексій Омельчук                                 | 3:09                                             |
| 12.                                              | «Outro»                                          | Олексій Омельчук                                 | 7:01                                             |
| 52:27                                            |                                                  |                                                  |                                                  |

## Оцінки та відгуки
| Агрегатор  | Оцінка |
| ---------- | ------ |
| Metacritic | 80/100 |

| Видання                    | Оцінка |
| -------------------------- | ------ |
| Edge                       | 7/10   |
| Eurogamer                  | 8/10   |
| GamesMaster                | 79%    |
| GameSpot                   | 8/10   |
| GameSpy                    | [ 35 ] |
| GameZone                   | 8.5/10 |
| IGN                        | 8.2/10 |
| PC Format                  | 80%    |
| PC Gamer (Велика Британія) | 87%    |
| PC PowerPlay               | 9/10   |

«Поклик Прип'яті» отримав «схвальні» відгуки на сайті агрегації рецензій Metacritic. Гру хвалили за добре оптимізований рушій з відносно невеликою кількістю помилок і глюків, наприклад, GameSpot сказав: «Найстабільніша гра S.T.A.L.K.E.R., яка водночас є найбільш атмосферною і захоплюючою». Інші огляди сайтів, які раніше виступали проти нових ігор серії, також дали «Поклик Прип'яті» позитивні відгуки. Хоча Eurogamer оцінив попередню частину франшизи S.T.A.L.K.E.R. («Чисте небо») як значне розчарування, вони дали більш позитивні відгуки у своєму огляді нещодавнього доповнення: «Лише легке відчуття застарілості заважає поставити вищий бал, і, без сумніву, як тільки почнуть виходити модифікації, співвідношення ціни та якості стане ще кращим. Але і тут є багато чого, що змушує фанатів відчувати себе надзвичайно оптимістично щодо перспективи повноцінного продовження. І досі немає нічого схожого на S.T.A.L.K.E.R.».
Хоча відгуки про систему штучного інтелекту в грі були позитивними, GameSpot зауважив, що бойовий ШІ часом здавався несправедливо хорошим, і що «вороги-люди, які стоять від вас, мають надприродну здатність помічати, коли ви визираєте у вікно позаду них, і є напрочуд влучними стрільцями в темряві ночі, навіть без прицілів нічного бачення». Втім, «незважаючи на невеликий обман, «Поклик Прип'яті» рідко відчувається несправедливим».
«Поклик Прип'яті» увійшла до списку «100 найкращих комп'ютерних ігор усіх часів і народів за версією журналу PC Gamer» у 2011 році, посівши 38-е місце.

## Інші ігри серії
- S.T.A.L.K.E.R.
- S.T.A.L.K.E.R.: Тінь Чорнобиля
- S.T.A.L.K.E.R.: Чисте небо
- S.T.A.L.K.E.R. 2